# Neil Brooks
Neil Brooks (Crewe, 27 luglio 1962) è un ex nuotatore australiano.
Specializzato nello stile libero, ha vinto la medaglia d'oro nella staffetta 4x100 m sl ai Giochi olimpici di Mosca 1980 e quella di argento a Los Angeles 1984.

## Palmarès
- Olimpiadi
  - Mosca 1980: oro nella staffetta 4x100 m misti.
  - Los Angeles 1984: argento nella staffetta 4x100 m sl e bronzo nella staffetta 4x100 m misti.